# I Re
I Re (Lee Re) (hangul: 이레, handzsa: 李蕊, RR: Lee Re; 2006. március 12.–) dél-koreai gyermekszínész, játszott a Hope, a Hogyan lopjunk kutyát? című filmekben és több televíziós sorozatban. Alakításaiért több díjra is jelölték.

## Filmográfia

### Filmek
| Év   | Cím                    | Szerep                |
| ---- | ---------------------- | --------------------- |
| 2013 | Hope                   | Im Szovon (Im So-won) |
| 2014 | Hogyan lopjunk kutyát? | Csiszo (Ji-so )       |
| 2016 | Thoughts of Oppa       |                       |

### Televíziós sorozatok
| Év   | Cím               | Szerep                               | Csatorna  |
| ---- | ----------------- | ------------------------------------ | --------- |
| 2012 | Goodbye Dear Wife | Minszo (Min-seo)                     | Channel A |
| 2012 | The Chaser        | Jun Cshangmin (Yoon Chang-min) lánya | SBS       |
| 2012 | Here Comes Mr. Oh | Pjol (Byeol)                         | MBC       |
| 2015 | Super Daddy Yeol  | Csha Szarang (Cha Sa-rang)           | tvN       |
| 2015 | Jungnjongi narusa | fiatal Puni (Boon-yi)                | SBS       |
| 2016 | Toravajo adzsossi | Kim Hanna                            | SBS       |

## Díjai és elismerései
| Év   | Díj                                    | Kategória                  | Jelölés                | Eredmény |
| ---- | -------------------------------------- | -------------------------- | ---------------------- | -------- |
| 2014 | 4. Beijing International Film Festival | legjobb női mellékszereplő | Hope                   | Elnyerte |
| 2014 | 50. Paeksang Arts Awards               | Legjobb új színésznő       | Hope                   | Jelölve  |
| 2015 | 52. Grand Bell Awards                  | Legjobb új színésznő       | Hogyan lopjunk kutyát? | Jelölve  |